# 名古屋市富田図書館
名古屋市富田図書館（なごやしとみだとしょかん）は、愛知県名古屋市中川区服部三丁目の名古屋市図書館の分館である。

## 概要
2016年（平成28年）度の蔵書数は66,011冊、貸出数は328,447冊である。
図書を66,011冊（一般書：46,801冊、児童書：19,203冊）、新聞を22紙、雑誌を147誌、視聴覚資料を1,603点（紙芝居：547組、CD：494枚、カセットテープ:169巻、ビデオテープ：201巻、ビデオディスク：176枚、CD・DVD-ROM：16枚）所蔵している。

## 歴史
名古屋市における1区1図書館政策が名古屋市天白図書館の開館をもって完成をみた後も、広大な面積を持つ区を中心にさらなる分館網を求める住民の声は存在し続けた。東西に広い中川区でも、例えば1986年（昭和61年）7月には住民を中心とした「富田にまず図書館をつくろう会」が設立総会を開催するなど、具体的な運動となっていた。
富田地区に実際に図書館が開館するのはそれから10年後の1997年（平成9年）7月8日のことであった。富田図書館は、名古屋市図書館としては16番目に開館した館で、支所管内の分館としては同年開館の楠図書館とともに名古屋市としては初めての事例となった。

## 特色
1階に一般閲覧室および児童閲覧室、2階に学習室および集会室を置いている。指定管理者制度を導入しており、2017年（平成29年）4月から2022年（令和4年）3月までホーメックスが運営を担当する。

## サービス
図書館の入館や利用はだれでも可能であるが、館外貸出には利用者登録が必要で愛知県在住・在勤・在学者のみが可能となっている。
館外貸出
図書が最大14日で6冊まで、それとは別に紙芝居が3組、カセットテープ・CD・DVDが3点、紙芝居舞台1台の館外帯出が可能である。また、返却は紙芝居の舞台以外であれば貸し出し館に限らず名古屋市図書館各館において行うことができる。ただし、貸出点数に関しては、名古屋市図書館全館で共通して計算する。
開館時間
平日・土曜・日曜・祝日とも（月曜は、第1・第3週以外）：9時30分 - 19時00分
休館日
第1・第3月曜日（祝日の場合は開館し翌日休館）
特別整理期間
年末年始（12月29日から1月4日まで）

## 交通アクセス
- 名古屋市営バス「富田図書館」停留所下車、北西へ徒歩で約1分[5]。
- 名古屋市営バス「服部二丁目」停留所下車、南西へ徒歩で約3分[5]。
- JR関西本線 春田駅下車、北へ徒歩で約10分[5]。

## 公式サイト
- 公式ウェブサイト（日本語）